# Jonker (persoon)
Jonker was een adellijk predicaat dat men tijdens de Republiek der Zeven Verenigde Nederlanden toekende aan ongetitelde – en ambtdragende – edelen. Thans gebruikt men de titel nog wel om een jonkheer mee aan te duiden. Later (in de 17e en 18e eeuw) zijn de jonkers zich naar Duits voorbeeld veelal baron gaan noemen, hetgeen bij de instelling van het Koninkrijk der Nederlanden bij deze families veelal is overgenomen. De Jonkheren komen veelal voort uit het stedelijk patriciaat.
Jonker is ook de aanspreektitel van adelborsten en cadetten in de officiersopleiding bij de Koninklijke Marine en op de Koninklijke Militaire Academie.
Een jonker is tegenwoordig een aanspreekvorm voor adellijke mannen die niet gehuwd zijn.